# Amlaíb Cuarán
Amlaíb Cuarán av Northumbria, död 980, var en engelsk monark. Han var kung av Kungariket Jorvik (kung av Södra Northumbria och York) 941–944 och 949-952. 